# Volumenausgleichsleitung
Als Volumenausgleichsleitung (Abk. VAL; engl. pressurizer surge line) wird die Verbindung zwischen dem Druckhalter und der Hauptkühlmittelleitung eines Druckwasserreaktors bezeichnet. Die Volumenausgleichsleitung bindet im Bereich zwischen Reaktor und dem nachgeschalteten Dampferzeuger, das heißt in den heißen Strang, ein. Die durch Volumenexpansion bzw. -kontraktion entstehenden Ein- und Ausströmvorgänge werden auch als insurge und outsurge bezeichnet.